# Dwoje
Dwoje (ros. Двоe) – rosyjski duet muzyczny.

## Historia zespołu
Duet został stworzony przez rosyjskiego piosenkarza Siergieja Łazariewa. W skład grupy weszli Konstantin Czerkas i Światosław Stepanow. 25 sierpnia 2017 wydali swój debiutancki singiel „Padali”, do którego zrealizowali oficjalny teledysk. 2 lutego 2018 wydali singiel „Znajesz”. 6 lipca 2018 premierę miał ich debiutancki album studyjny, zatytułowany Stil.

## Dyskografia

### Albumy studyjne
- Stil (2018)